# Amalrik III van Montfort
Amalrik III van Montfort (overleden in 1137) was van 1101 tot aan zijn dood heer van Montfort-l'Amaury en vanaf 1118 graaf van Évreux. Hij behoorde tot het huis Montfort.

## Levensloop
Amalrik III was de jongste zoon van heer Simon I van Montfort uit diens derde huwelijk met Agnes, dochter van graaf Richard van Évreux. Na de dood van zijn oudere broer Simon II werd hij in 1101 heer van Montfort.
Amalrik was een rechtstreekse vazal van koning Filips I van Frankrijk, de tweede echtgenoot van zijn zus Bertrada. De Franse koning wees hem enkele vestingen aan de grenzen van de koninklijke domeinen toe, maar dat hield Amalrik niet tegen om in 1098 de burcht van Houdan af te staan aan koning Willem II van Engeland, terwijl Filips I zich op veldtocht in Vexin bevond. Na de dood van Filips I in 1108 steunde hij zonder succes de troonaanspraken van Filips van Mantes, de zoon van Filips I en Bertrada van Montfort, tegen diens halfbroer Lodewijk VI.
Na de dood van Roger II de Tosny rond 1091 en zijn broer Simon II in 1101 werd Amalrik III de belangrijkste erfgenaam van graaf Willem van Évreux, zijn oom langs moederkant. Toen die in 1118 was overleden, liet hij dan ook zijn aanspraken op Évreux gelden. Koning Hendrik I van Engeland, tevens hertog van Normandië, weigerde deze echter te erkennen en voegde Évreux bij Normandië. Amalrik verbond zich vervolgens met koning Lodewijk VI van Frankrijk, graaf Fulco V van Anjou en verschillende Normandische edelen om zijn erfenis met wapengeweld op te eisen. In oktober 1118 kon hij Évreux veroveren. In 1119 kon Hendrik I de stad opnieuw innemen en liet hij ze afbranden, maar hij slaagde er niet in om de citadel te veroveren, die door Amalriks mannen succesvol werd verdedigd. In oktober 1119 kwam het op het Concilie van Reims tot een compromis: Amalrik moest de citadel van Évreux afstaan aan koning Hendrik I van Engeland en kreeg in ruil het graafschap Évreux toegewezen.
De relaties tussen Amalrik III en de koning van Engeland bleven echter niet lang vriendschappelijk. Onder andere de verhoging van het aantal koninklijke ambtenaren in zijn graafschap en de torenhoge belastingen zorgden ervoor dat Amalrik zijn neef Fulco V van Anjou overtuigde om diens dochter Sybille uit te huwelijken aan Willem Clito, de zoon van de vroegere Normandische hertog Robert Curthose en de voornaamste rivaal van Hendrik I van Engeland. Gelijktijdig verbond hij zich met enkele ontevreden Normandische edelen, waaronder Walram IV van Meulan, Willem van Roumare en Hugo III van Montfort-sur-Risle. In 1123 kwamen deze edelen in opstand, die in maart 1124 eindigde in een nederlaag. Amalrik vluchtte vervolgens naar het Île-de-France, maar onderwierp zich korte tijd later aan de Engelse koning en kon zo Évreux weer in bezit nemen. In 1126 probeerde hij, ditmaal met de steun van de Franse koning Lodewijk VI, opnieuw Willem Clito te helpen. Dit plan ging uiteindelijk niet door wegens onenigheid met Lodewijk VI.
Amalrik III van Montfort overleed in 1137. Zijn oudste zoon Amalrik IV volgde hem op als graaf van Évreux en zijn jongere zoon Simon III werd heer van Montfort.

## Huwelijken en nakomelingen
Rond 1115 huwde Amalrik III met zijn eerste echtgenote Richildis, dochter van graaf Boudewijn II van Henegouwen, maar dit huwelijk werd in 1118 ontbonden wegens bloedverwantschap. Hetzelfde jaar hertrouwde hij met Agnes van Garlande, dochter van Anselm van Garlande, heer van Rochefort-en-Yvelines. Ze kregen volgende kinderen:
- Agnes (overleden in 1181), huwde in 1141 met graaf Walram IV van Meulan
- Amalrik IV (overleden in 1140), graaf van Évreux en heer van Montfort
- Simon III (overleden in 1181), graaf van Évreux en heer van Montfort